# グスタフ＝アドルフ・シューア
グスタフ＝アドルフ・シューア（Gustav-Adolf Schur、1931年2月23日 - ）は、ドイツ（旧東ドイツ）、ビーデリッツ（ヘイロトスベルゲ）出身の元自転車競技（ロードレース）選手。元政治家。愛称はテーフェ・シューア（Täve Schur）。

## 経歴
世界選手権自転車競技大会、アマ個人ロードレース優勝2回、ピース・レース総合優勝2回の実績を誇るなレーサー。ピース・レースでは、東ドイツ選手として初めて優勝を果たした。また、1956年メルボルンオリンピックでは団体ロードレースで銅メダル、1960年ローマオリンピックでは団体タイムトライアルで銀メダルを獲得。さらに、1953年から1961年まで、東ドイツ年間最優秀選手賞を受賞している。
また、実子のヤン・シューアは、1988年ソウルオリンピック、団体タイムトライアルで金メダルを獲得し、親子共々、オリンピックのメダリストとなった。
一方、現役レーサー時代の1959年から1990年まで、ドイツ社会主義統一党の議員として東ドイツ人民議会で活動し、東西両ドイツが統一された後も社会主義統一党の後継政党である民主社会党に参加。1998年から2002年まで同党の議員として、ドイツ連邦議会で活動した。

## 主な戦績
1951年
- ルント・ウム・ベルリン 優勝

1953年
- 東ドイツ一周レース 総合優勝

1954年
- 東ドイツ一周レース 総合優勝
- 東ドイツ選手権 個人ロードレース優勝

1955年
- ピース・レース 総合優勝、区間2勝

1956年
- メルボルンオリンピック
  -  団体ロードレース 3位
- ピース・レース 区間3勝

1957年
- 東ドイツ選手権 個人ロードレース優勝

1958年
- ロードレース世界選手権・アマ個人ロードレース 優勝
- 東ドイツ選手権
  - 個人ロードレース 優勝
  - 団体タイムトライアル(TTT) 優勝
- ピース・レース 区間2勝

1959年
- ロードレース世界選手権・アマ個人ロードレース 優勝
- ピース・レース 総合優勝
- 東ドイツ一周レース 総合優勝
- 東ドイツ選手権 個人ロードレース優勝

1960年
- ローマオリンピック
  -  TTT 2位
- ロードレース世界選手権・アマ個人ロードレース 2位
- 東ドイツ選手権 個人ロードレース優勝
- ピース・レース 区間2勝

1961年
- 東ドイツ一周レース 総合優勝
- 東ドイツ選手権 個人ロードレース優勝